# Нельсон (Небраска)
Нельсон (англ. Nelson) — місто (англ. city) в США, в окрузі Наколлс штату Небраска. Населення — 456 осіб (2020).

## Географія
Нельсон розташований за координатами 40°12′4″ пн. ш. 98°4′7″ зх. д. / 40.20111° пн. ш. 98.06861° зх. д. (40.201167, -98.068630).  За даними Бюро перепису населення США в 2010 році місто мало площу 2,11 км², уся площа — суходіл.

## Демографія
Згідно з переписом 2010 року, у місті мешкало 488 осіб у 243 домогосподарствах у складі 143 родин. Густота населення становила 231 особа/км².  Було 300 помешкань (142/км²).
Расовий склад населення:
| - 97,7 % — білих |

До двох чи більше рас належало 2,0 %. Частка іспаномовних становила 1,6 % від усіх жителів.
За віковим діапазоном населення розподілялося таким чином: 19,9 % — особи молодші 18 років, 51,8 % — особи у віці 18—64 років, 28,3 % — особи у віці 65 років та старші. Медіана віку мешканця становила 50,3 року. На 100 осіб жіночої статі у місті припадало 96,0 чоловіків;  на 100 жінок у віці від 18 років та старших — 96,5 чоловіків також старших 18 років.
Середній дохід на одне домашнє господарство  становив 42 426 доларів США (медіана — 32 708), а середній дохід на одну сім'ю — 53 776 доларів (медіана — 42 917). Медіана доходів становила 41 607 доларів для чоловіків та 28 750 доларів для жінок. За межею бідності перебувало 15,7 % осіб, у тому числі 11,7 % дітей у віці до 18 років та 25,7 % осіб у віці 65 років та старших.
Цивільне працевлаштоване населення становило 237 осіб. Основні галузі зайнятості: освіта, охорона здоров'я та соціальна допомога — 31,2 %, роздрібна торгівля — 11,4 %, виробництво — 10,5 %.